# محسن منشور
محسن منشور وکیل دادگستری و نماینده همدان در دوره سیزدهم مجلس شورای ملی بود.
محسن منشور پیش از نمایندگی به وکالت دادگستری اشتغال داشت. در امرداد ۱۳۲۰ با حمایت خوانین بانفوذ قراگوزلو در انتخابات دوره سیزدهم مجلس شورای ملی در همدان شرکت کرد. شیخ‌الملک اورنگ که در دوره‌های قبل نماینده همدان بود با ۲۳ هزار رأی به عنوان نماینده اول انتخاب شد. در شهر همدان حاج ابوالقاسم اعتماد رأی بیشتری داشت اما منشور در روستاها رأی بیشتری آورد و با بیش از بیست هزار رأی به عنوان نماینده دوم انتخاب شد اما شمار زیادی از همدانی‌ها هم نسبت به صحت انتخاب او شکایت کردند و هم به صلاحیت او، چون اهل همدان نبود و شاکیان مدعی بودند که فاقد شرط معروفیت محلی است که از شروط نمایندگی مجلس است. شعبه رسیدگی کننده به اعتبارنامه منشور در مجلس نیز شکایت‌ها را وارد دانست و اعتبارنامه او را تأیید نکرد.
اما پس از دو جلسه رسیدگی به اعتبارنامه منشور در مجلس، پس از بحث‌هایی سرانجام نمایندگان در ۲۸ دی ۱۳۲۰ به اعتبارنامه محسن منشور رأی دادند.